# 天使之翼 (專輯)
《天使之翼》是歌手楊丞琳的第八張專輯。於8月7日開始預購，分為〈天使的情書〉以及〈天使的夢境〉兩個版本，8月23日正式發行〈正式版〉，9月20日發行〈冠軍慶功熊抱版〉。
專輯概念有延續前兩張專輯，表達幸福不再是原地仰望，勇敢飛翔才是愛的信仰，找回讓愛重生的勇氣，透過這張專輯的概念試圖讓大家聽見楊丞琳在面對情感的音樂態度有徹底的釋放與成長。

## 曲目列表
| 順序 | 歌名                 | 作曲                             | 作詞                                           | 編曲        | 製作人 | 附註                                                                  |
| 01   | 天使之翼             | 邱聖倫                           | 邱聖倫 蔣篤全                                  | 周恆毅      | 薛忠銘 | 首波主打歌 英文名：Angel Wings                                        |
| 02   | 被自己綁架           | 張簡君偉                         | 吳青峰                                         | Martin Tang | 柯貴民 | 第四波主打歌 英文名：Kidnapped by Myself                              |
| 03   | 孤獨是一種安全感     | 蔡健雅                           | 蔡健雅                                         | 董運昌      | 薛忠銘 | '英文名：Loneliness Along with Safeness                               |
| 04   | 勇敢很好             | 陳啟樂                           | 吳易緯 蔣篤全                                  | 京延        | 馬毓芬 | 第二波主打歌 韓劇《需要浪漫２》片尾曲 馮德倫出演MV 英文名：Brave Love |
| 05   | 顛倒                 | 張簡君偉                         | 吳易緯                                         | 小安        | 小安   | 英文名：Inverted                                                      |
| 06   | 不被祝福的幸福       | 張簡君偉                         | 姚若龍                                         | 京延        | 馬毓芬 | 英文名：Happiness without Blessing                                    |
| 07   | 小聰明               | Roel De Meulemeester Anita Lixel | Roel De Meulemeester Anita Lixel 崔惟楷 蔣篤全 | 蔡科俊      | 薛忠銘 | 英文名：Cleverness                                                    |
| 08   | 魚鰓                 | 呂康惟                           | 小寒                                           | JerryC      | 呂康惟 | 英文名：Fish Gills                                                    |
| 09   | 一小節休息           | 王藍茵                           | 吳青峰                                         | Terence Teo | 柯貴民 | 第五波主打歌 英文名：A Short Break                                    |
| 10   | 匆忙人生             | 張簡君偉                         | 張簡君偉                                       | 張簡君偉    | 薛忠銘 | 第三波主打歌 英文名：Busy Life                                        |
| 11   | 天使之翼（卡拉OK版） | 邱聖倫                           |                                                | 周恆毅      |        | 限iTunes獨家預購                                                      |
| 12   | 勇敢很好（卡拉OK版） | 陳啟樂                           |                                                | 京延        |        | 限iTunes獨家預購                                                      |

## MV、影像特輯
| 歌曲                     | 導演              | 首播日期      | 附註                         |
| ------------------------ | ----------------- | ------------- | ---------------------------- |
| 天使之翼                 | 黃中平            | 2013年8月8日  | 互動式MV（網路版）           |
| 勇敢很好                 | 陳正道            | 2013年8月19日 | 互動式MV（網路版）           |
| 匆忙人生                 | 陳映之            | 2013年9月4日  |                              |
| 被自己綁架               | Ivan Yu（余志業） | 2013年9月17日 |                              |
| 一小節休息               | 陳映之            | 2013年10月3日 | 於Yahoo!奇摩「名人娛樂」首播 |
| 天使之翼 影像特輯 第一集 |                   | 2013年8月23日 | 於Yahoo!奇摩「名人娛樂」首播 |
| 天使之翼 影像特輯 第二集 |                   | 2013年8月23日 | 於Yahoo!奇摩「名人娛樂」首播 |
| 天使之翼 影像特輯 第三集 |                   | 2013年8月30日 | 於Yahoo!奇摩「名人娛樂」首播 |
| 天使之翼 影像特輯 第四集 |                   | 2013年8月30日 | 於Yahoo!奇摩「名人娛樂」首播 |

## 專輯簽唱會及其他宣傳活動
| 日期          | 時間  | 項目名稱                         | 地點                                    | 附註                     |
| ------------- | ----- | -------------------------------- | --------------------------------------- | ------------------------ |
| 2013年8月10日 | 14:00 | 楊丞琳 [天使之翼] 全省預購簽唱會 | 臺南 南方公園                           | [ 1 ]                    |
| 2013年8月10日 | 20:00 | 楊丞琳 [天使之翼] 全省預購簽唱會 | 臺中 新時代購物中心                     |                          |
| 2013年8月11日 | 13:00 | 楊丞琳 [天使之翼] 全省預購簽唱會 | 臺北西門町屈臣氏前廣場                  |                          |
| 2013年8月17日 | 14:00 | 楊丞琳 [天使之翼] 新歌發表會     | 臺北 ATT SHOW BOX 1                     |                          |
| 2013年8月24日 | 13:30 | 楊丞琳[天使之翼]專輯簽唱會       | 屏東 太平洋百貨                         |                          |
| 2013年8月24日 | 17:00 | 楊丞琳[天使之翼]專輯簽唱會       | 臺南 南方公園                           |                          |
| 2013年8月25日 | 14:00 | 楊丞琳[天使之翼]專輯簽唱會       | 嘉義 耐斯百貨                           |                          |
| 2013年8月25日 | 17:30 | 楊丞琳[天使之翼]專輯簽唱會       | 臺中 中友百貨AB棟中廊                   |                          |
| 2013年9月1日  | 13:00 | 楊丞琳[天使之翼]專輯簽唱會       | 西門町 聯合醫院前廣場                   |                          |
| 2013年9月4日  | 12:00 | 楊丞琳[天使之翼]亞洲記者會       | 北京 JW萬豪酒店                         |                          |
| 2013年9月7日  | 13:30 | 楊丞琳[天使之翼]專輯簽唱會       | 南投 家樂福                             |                          |
| 2013年9月7日  | 17:30 | 楊丞琳[天使之翼]專輯簽唱會       | 高雄 漢神巨蛋                           |                          |
| 2013年9月8日  | 14:00 | 楊丞琳[天使之翼]專輯簽唱會       | 新竹 巨城購物中心                       |                          |
| 2013年9月8日  | 17:00 | 楊丞琳[天使之翼]專輯簽唱會       | 中壢 SOGO                               |                          |
| 2013年9月14日 | 16:00 | 楊丞琳[天使之翼]專輯簽售會       | 廣州 廣東電台國際會議中心               |                          |
| 2013年9月16日 | 23:00 | 楊丞琳『勇敢很好K歌大賽』        | 丞琳FB粉絲團『勇敢很好K歌大賽』活動頁面 |                          |
| 2013年9月21日 | 15:00 | 楊丞琳[天使之翼]冠軍慶功簽唱會   | 臺南 南方公園                           | 因颱風天兔迫近，宣布取消 |
| 2013年9月21日 | 19:00 | 楊丞琳[天使之翼]冠軍慶功簽唱會   | 臺中 新時代購物中心                     | 因颱風天兔迫近，宣布取消 |
| 2013年9月22日 | 13:00 | 楊丞琳[天使之翼]冠軍慶功簽唱會   | 西門町 聯合醫院前廣場                   |                          |
| 2013年10月6日 | 20:00 | 楊丞琳[天使之翼]歌迷見面會       | 香港 九龍灣國際展貿中心 Music Zone      |                          |

## 專輯宣傳期相關活動
| 日期          | 地區 | 節目               | 影片連結                         | 附註         |
| ------------- | ---- | ------------------ | -------------------------------- | ------------ |
| 2013年7月28日 | 香港 | TVB娛樂新聞報道    | 心和平之夜音樂會                 | 娛樂新聞報道 |
| 2013年8月6日  | 香港 | TVB娛樂新聞報道    | 獲贈德國菜宣傳新碟               | 娛樂新聞報道 |
| 2013年8月9日  | 香港 | TVB娛樂新聞報道    | 天使之翼試聽會                   | 娛樂新聞報道 |
| 2013年8月19日 | 香港 | TVB娛樂新聞報道    | 新歌發布會                       | 娛樂新聞報道 |
| 2013年8月21日 | 台灣 | 完全娛樂           | 天使之翼新歌發表會               | 娛樂新聞報道 |
| 2013年9月3日  | 台灣 | 娛樂百分百         | 台北發片簽唱會                   | 娛樂新聞報道 |
| 2013年9月6日  | 香港 | TVB娛樂新聞報道    | 天使之翼亞洲記者會               | 娛樂新聞報道 |
| 2013年9月10日 | 台灣 | 娛樂百分百         | 《匆忙人生》 MV拍攝花絮及專訪    | 娛樂新聞報道 |
| 2013年9月12日 | 台灣 | 完全娛樂           | 天使之翼西門町專輯簽唱會         | 娛樂新聞報道 |
| 2013年9月27日 | 香港 | 普通話娛樂新聞報道 | 天使之翼〔冠軍慶功熊抱版〕簽唱會 | 娛樂新聞報道 |